# Alina Ibragimova
Alina Rinatovna Ibragimova MBE (în rusă Али́на Рина́товна Ибраги́мова; în bașchiră Али́на Ибраһи́мова Рина́т ҡыҙы; n. 28 septembrie 1985, Polevskoi, RSFS Rusă, URSS) este o violonistă bașchiră ruso-britanică. 

## Tinerețe și educație
Ibragimova s-a născut la Polevskoi, RSFS Rusă, într-o familie de bașchiri. Familia ei era  formată din muzicieni, iar la 4 ani a început să cânte la vioară. La 5 ani a început studiile la Școala de muzică Gnessin din Moscova,  sub îndrumarea profesoarei Valentina Korolkova, iar la vârsta de 6 ani și-a început cariera interpretând cu diverse orchestre, inclusiv cu Orchestra Teatrului Bolșoi. Ea a împlinit 10 ani în 1996, când tatăl ei, Rinat Ibragimov, a fost numit contrabasist principal al Orchestrei Simfonice din Londra, iar familia s-a mutat în Anglia. În anul următor, Ibragimova și-a început studiile la Școala Yehudi Menuhin (unde mama ei este profesoară de vioară) sub îndrumarea profesoarei Natașa Boiarskaia. 
În decembrie 1998, Ibragimova a concertat cu Nicola Benedetti la ceremonia de deschidere a celei de-a 50-a aniversări a Declarației Universale a Drepturilor Omului la UNESCO la Paris; au cântat concertul pentru vioară a lui Bach sub conducerea dirijorului Yehudi Menuhin. Menuhin a murit trei luni mai târziu, iar Ibragimova a cântat partea lentă a aceluiași concert la înmormântarea lui din Westminster Abbey. 
După ce și-a încheiat studiile la Școala Yehudi Menuhin, Ibragimova a continuat un an la Școala Guildhall de Muzică și Dramă, apoi la Colegiul Regal de Muzică, studiind cu Gordan Nikolitch. Ibragimova a studiat și cu Christian Tetzlaff, cel mai recent sub auspiciile programului de masterat al Academiei Kronberg. 
Împreună cu alți studenți de la Royal College, a format cvartetul de coarde cu instrumente de epocă Chiaroscuro, cvartet specializat în muzică din perioada clasică. 

## Carieră
După ce a câștigat mai multe competiții internaționale, în 2002, Ibragimova a câștigat Bursa pentru Muzică a Orchestrei Simfonice din Londra (fostul Premiu Shell), ceea ce a fost un impuls important pentru cariera sa solo. Următoarea recunoaștere a venit în 2005, când Ibragimova a cântat și a regizat cel de- al doilea concert de vioară al lui Mozart cu Kremerata Baltica din Mozartwoche la  Universitatea Mozarteum din Salzburg. 
Ibragimova a fost membru în schema BBC Radio 3 New Generation Artists 2005-7. A susținut concerte cu Orchestra Simfonică din Londra, Deutsche Kammerphilharmonie Bremen, Orchestra Philharmonia, Orchestra Simfonică din Birmingham, Orchestra Simfonică BBC, Radio-Sinfonie-Orchester Frankfurt și Seattle Symphony, lucrând cu dirijori ca Sir Charles Mackerras, Valeri Gherghiev, Sir John Eliot Gardiner, Paavo Järvi, Richard Hickox și Osmo Vänskä. 
Pentru recitaluri și muzică de cameră, Ibragimova a apărut în locuri precum Wigmore Hall din Londra, Concertgebouw din Amsterdam, Universitatea Mozarteum din Salzburg, Musikverein din Viena, Sala Carnegie din New York, Palais des Beaux-Arts din Bruxelles. A apărut la diverse festivaluri printre care Salzburg, Verbier, MDR Musiksommer, Lockenhaus, Manchester International și Aldeburgh. Cu partenerul ei obișnuit, Ibragimova a interpretat sonatele complete pentru vioară de Beethoven la Wigmore Hall din Londra în octombrie 2009 (înregistrările au fost lansate sub sigla Wigmore Hall Live).   În 2015 a interpretat sonate și partite pentru vioară solo (de Bach) la Royal Albert Hall ca parte a Promenade Concerts. 
Primul ei CD pentru Hyperion Records a conținut  operele complete pentru vioară ale lui Karl Amadeus Hartmann în 2007, urmat de cele două concerte de vioară ale lui Nikolai Roslavets în 2008, un disc cu  lucrărille complete pentru vioară și pian de Karol Szymanowski și sonatele lui Bach și partite pentru vioară solo în 2009. 

## Onoruri
Ibragimova a primit mai multe premii, printre care Premiul Societății Filarmonice Regale pentru cel mai tânăr artist  (Royal Philharmonic Society Young Artist Award) în 2010 și Premiul Emily Anderson  (cel mai tânăr câștigător), Borletti-Buitoni Trust și un BRIT clasic.  
Ea cântă pe un Anselmo Bellosio (c.1775) care i-a fost oferit de Georg von Opel . Alina Ibragimova a primit premiul instrumentist RPS 2019. 
A fost numită membră a Ordinului Imperiului Britanic (MBE) în onorurile de Anul Nou 2016 pentru serviciile sale în muzică.

## Viață personală
În 2015, Ibragimova s-a căsătorit cu Tom Service, un scriitor și critic de muzică clasică, pe care ea l-a cunoscut când a intervievat-o pentru The Guardian. Cei doi au locuit în Greenwich, Londra.  Cuplul a divorțat în 2018.

## Discografie (selecție)
- Johannes Brahms: Sonate pentru vioară cu Cédric Tiberghien, pian ( Hyperion Records,  CDA68200, 2018
- Vierne &amp; Franck: Sonate pentru vioară cu Cédric Tiberghien, pian ( Hyperion Records,  CDA68204, 2018)
- Wolfgang Amadeus Mozart: Sonate pentru vioară K302, 380 și 526 cu Cédric Tiberghien, pian (Hyperion Records,  CDA68175, 2016
- Wolfgang Amadeus Mozart: Sonate pentru vioară K305, 376 și 402 cu Cédric Tiberghien, pian (Hyperion Records, [6] CDA68092, 2016)
- Wolfgang Amadeus Mozart: Sonate pentru vioară K301, 304, 379 și 481 cu Cédric Tiberghien, pian ( Hyperion Records, [7] CDA68091, 2016)
- Johann Sebastian Bach: Concerte pentru vioară cu Arcangelo & Jonathan Cohen (dirijor) (Hyperion Records, [8] CDA68068, 2015)
- Eugène Ysaÿe : Sonate pentru vioară solo ( Hyperion Records, [9] CDA67993, 2015)
- Felix Mendelssohn : Concert pentru vioară (Mendelssohn) în E minor, Op 64, Concert pentru vioară în re  minor cu Orchestra of the Age of Iluminism, Vladimir Jurowski (Hyperion Records,  CDA67795, 2012)

## Vezi și
- Listă de bașchiri